# Station Chełm Wąskotorowy
Station Chełm Wąskotorowy is een spoorwegstation in de Poolse plaats Chełm.